# SN 1999ej
SN 1999ej – supernowa typu Ia odkryta 1 listopada 1999 roku w galaktyce NGC 495. Jej maksymalna jasność wynosiła 15,65m.